# Rembrandt Peale

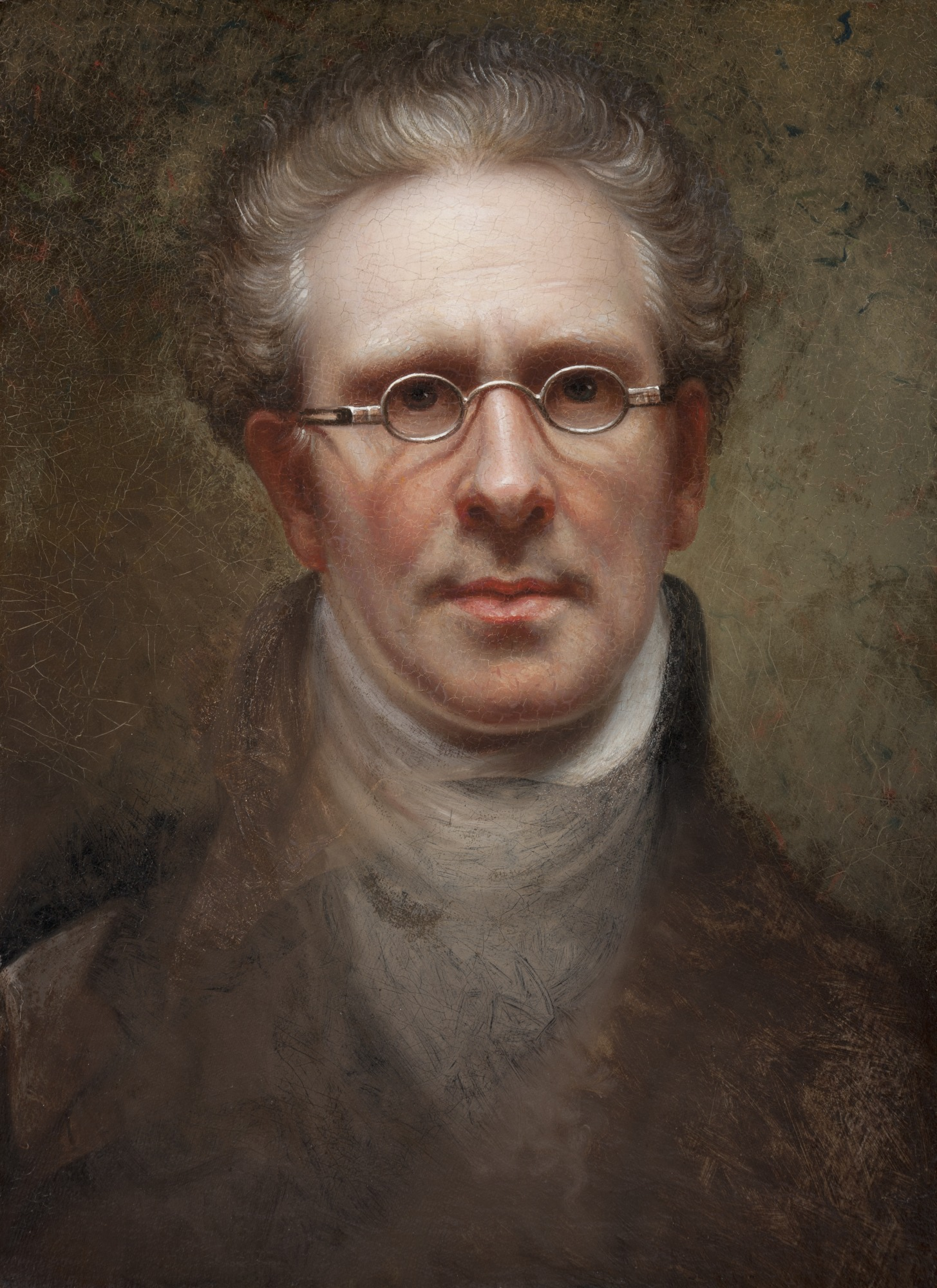
Selbstporträt (1828)

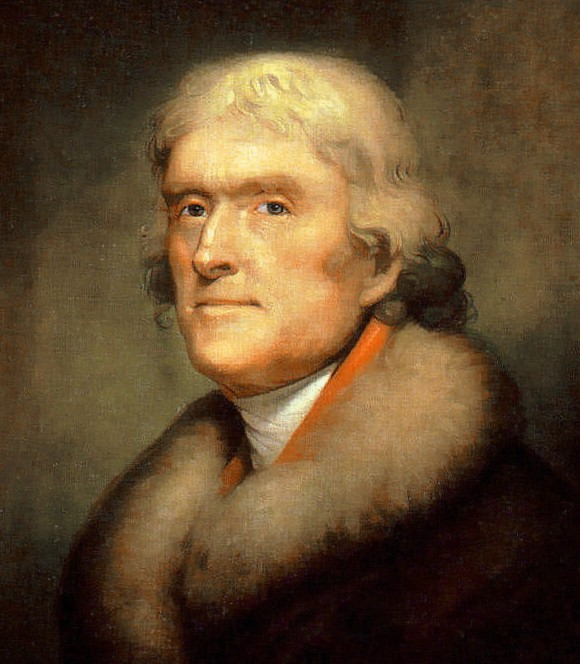
Thomas Jefferson, Ausschnitt, 1805

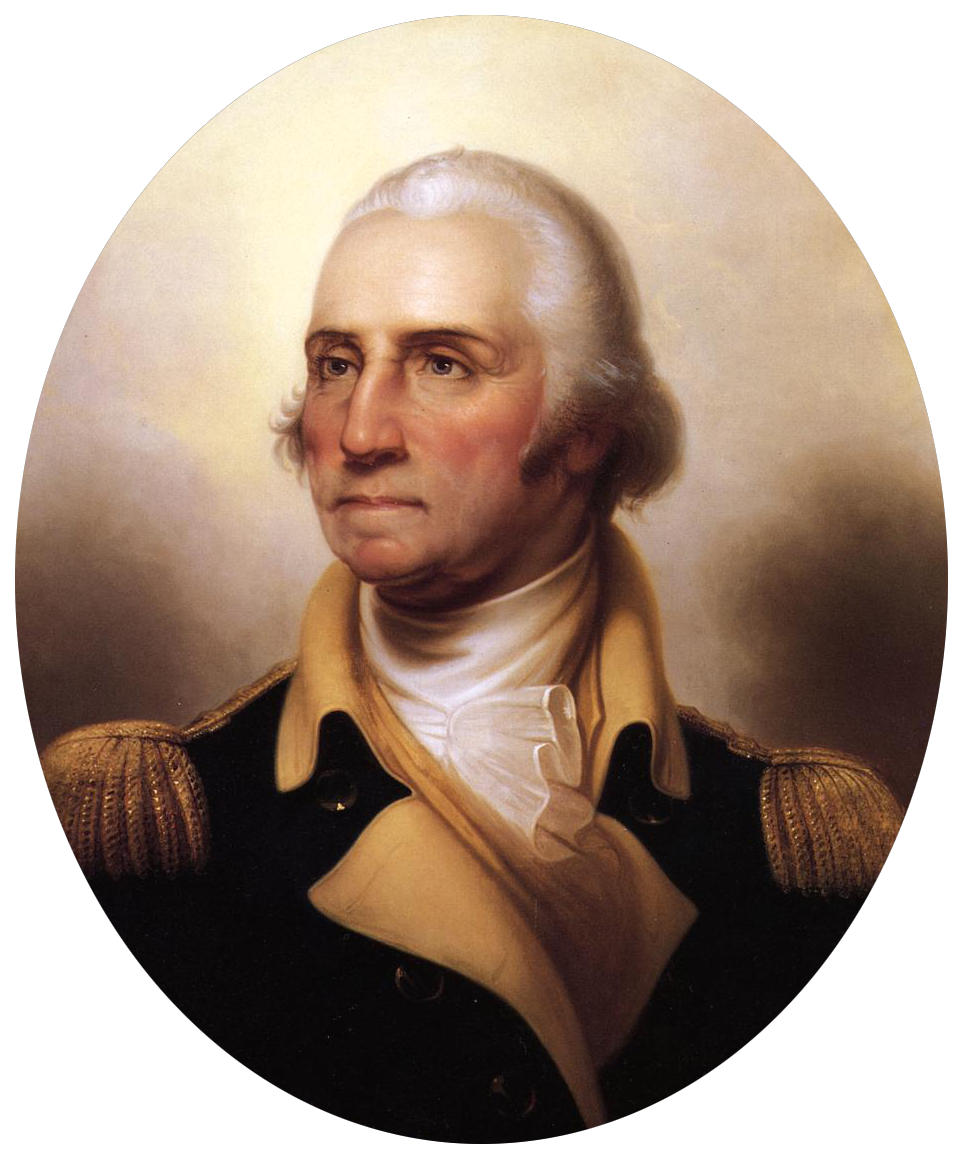
George Washington

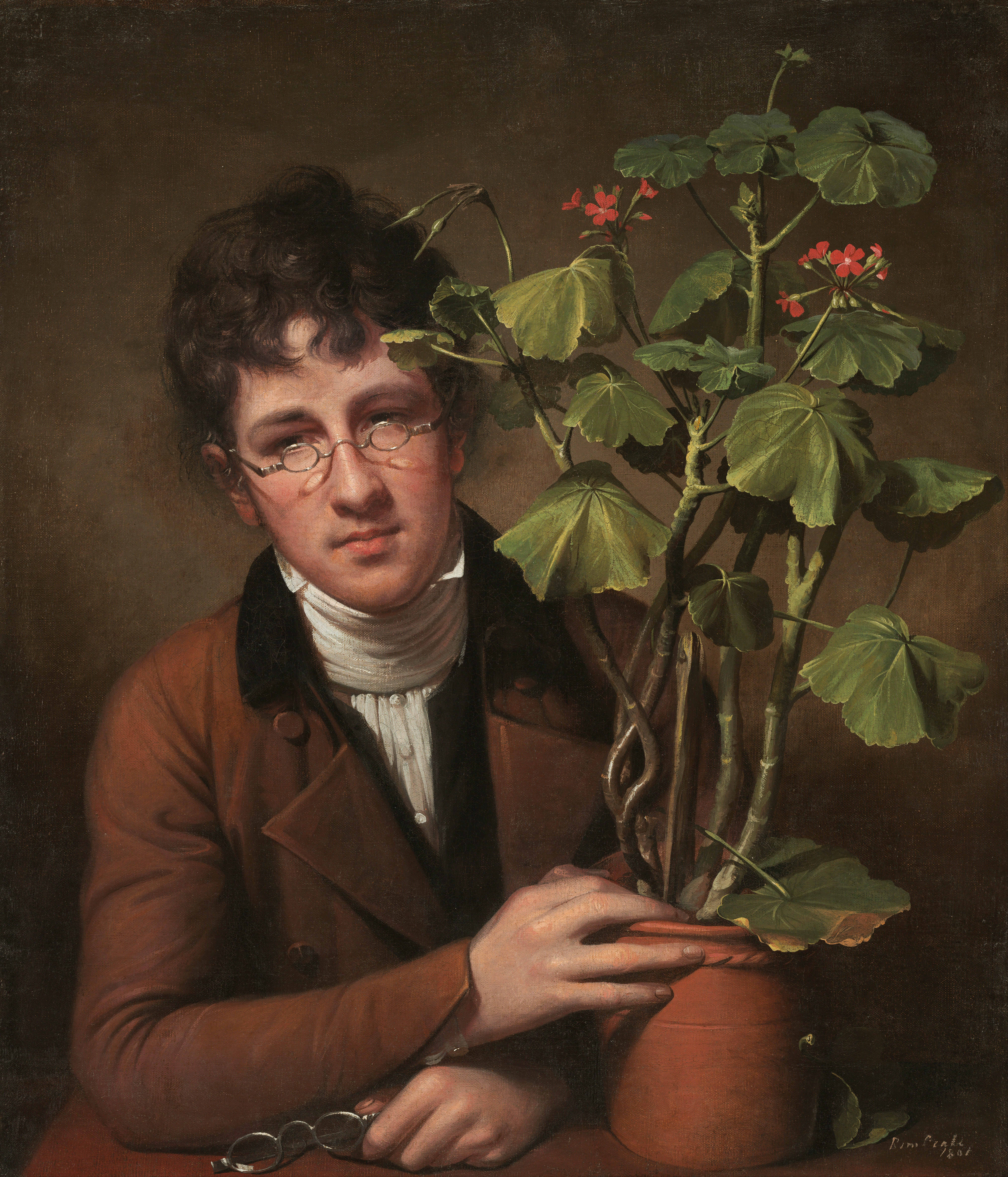
Rubens Peale with a Geranium (1801)

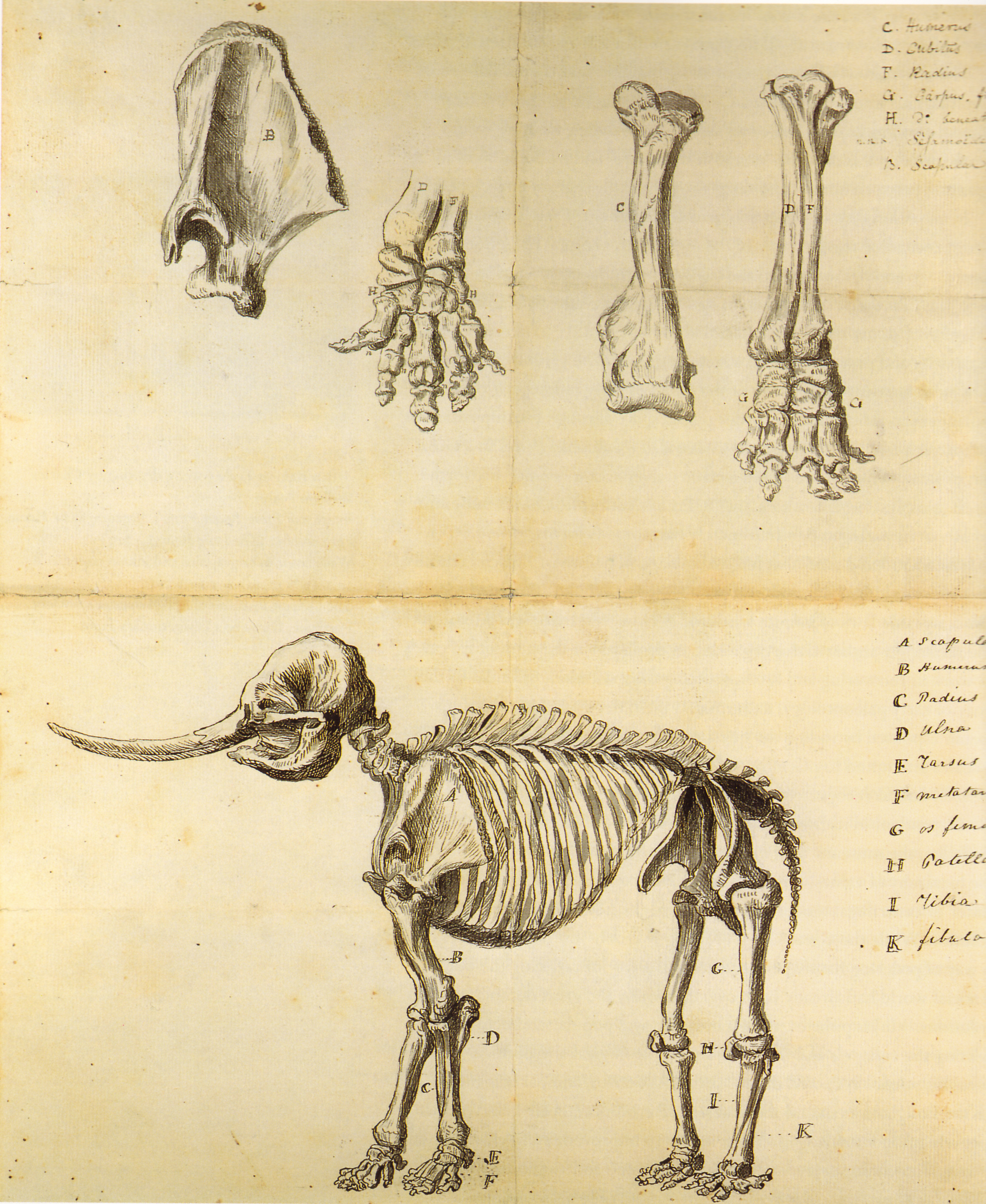
Working Sketch of the Mastodon (1801)

Rembrandt Peale (* 22. Februar 1778 in Bucks County, Pennsylvania; † 3. Oktober 1860 in Philadelphia) war ein US-amerikanischer Maler und Sohn des Malers Charles Willson Peale. Er war Mitglied der Peale-Familie. Zu seinen wichtigsten Werken gehören Porträts von George Washington (1795) und Thomas Jefferson sowie ein Porträt seines Bruders Rubens: Rubens Peale with a Geranium.

## Kindheit und Jugend
Peale wuchs zur Zeit der Gründung der USA auf. Jedoch scheinen die bedeutenden politischen Ereignisse dieser Zeit ihn nach den vorliegenden Berichten kaum beeinflusst zu haben. Prägend war vielmehr das künstlerische Umfeld seines Vaters, der in Philadelphia ein Atelier und ein eigenes Museum unterhielt. Charles Willson Peale entnahm die Namen seiner Kinder dem Buch The Gentleman's and Connoisseur's Dictionary of Painters von Matthew Pilkington. So hießen Rembrandts ältere überlebende Geschwister Raphaelle und Angelica Kauffmann, die jüngeren Titian Ramsay, Rubens, Sophonisba Angusciola und Rosalba Carriera. Rembrandt Peale teilte mit seinem Vater das Interesse an Musik.
1787, im Jahr der Convention in Philadelphia, konnte Rembrandt Peale seinen Vater bei der Porträtierung Washingtons beobachten. 1790 starb seine Mutter und er verließ die Schule. 1791 entstand sein erstes Ölgemälde, ein Selbstporträt.
1794 unternahm Charles Willson Peale Anstrengungen eine Kunstakademie zu gründen. Obwohl diese letztendlich nicht von Erfolg gekrönt waren, kam es dennoch zu einer Ausstellung (Columbian exhibition) in deren Rahmen Rembrandt Peale 6 Gemälde zeigte und zum Kauf anbot: Neben dem View of the Lutheran Church on Fire, die Porträts Samuel Buckley Morris, ein Selbstporträt (vermutlich bei Kerzenlicht), Portrait of a Young Gentleman (möglicherweise ein Selbstporträt von 1791) und Portrait of a Gentleman.
1795 hatte Peale Gelegenheit, ein Porträt von George Washington anzufertigen. Um die näheren Umstände gibt es verschiedene Anekdoten, aber wenig gesichertes Wissen. Er nahm dieses Gemälde bald nach Charleston mit und fertigte dort mindestens zehn Kopien an.
Ebenfalls nach Charleston gegangen war Raphaelle Peale und beide profitierten von den Verbindungen Charles Willson Peales in dieser Stadt. Sie richteten eine eintrittsgeldpflichtige Ausstellung ein. Die nächste Station der Brüder war Savannah, aber bereits im Sommer 1796 kehrten sie nach Philadelphia zurück.
Mit Unterstützung ihres Vaters eröffneten die Brüder ein Museum in Baltimore, das neben Gemälden und ausgestopften Tieren verschiedene Kuriositäten ausstellte. In dieser Zeit malte Rembrandt Peale verschiedene Gemälde, jedoch musste das Museum bereits nach kurzer Zeit verkauft werden.
1798 versuchte Rembrandt Peale die Ausstellung in New York zu etablieren, scheiterte aber bald und kehrte wieder nach Philadelphia zurück, wo er bald heiratete und dann einige Zeit Maryland bereiste.
1800/1801 fertigte Peale ein Porträt von Präsident Jefferson an, das zum Vorbild für Stiche, Cartoons und Kopien durch andere Künstler wurde.
1801 war Peale an der Ausgrabung zweier Mammuts beteiligt, die von seinem Vater betrieben wurde. An der Rekonstruktion der Skelette war neben Peale und seinem Vater auch William Rush beteiligt.

## Reisen nach Europa
Die Ausstellung des zweiten Skeletts sollte die Reise von Rembrandt und Rubens Peale nach Europa finanzieren. Der erste Schritt hierzu war eine Ausstellung in New York. Hier entstand auch das erste von drei Essays, die Rembrandt Peale über den Fund verfasste: A Short Account of the Behemoth or Mammoth. Von New York reisten sie weiter nach London, wo Rembrandt den Account of the Skeleton of the Mammoth, a Non-Descript Carnivorous Animal of Immense Size, Found in America schrieb. Neben der Ausstellung des Skeletts und weiterer Duplikate aus dem amerikanischen Museum diente die Reise der Weiterbildung von Rembrandt Peale als Maler. Ein Förderer dabei war Benjamin West. Ebenfalls nützlich war der Kontakt zu Joseph Banks. Die Londoner Ausstellung erbrachte nicht die nötigen Geldmittel, um – wie geplant – weitere europäische Staaten zu bereisen und so kehrten die Peales nach Zwischenstationen in Reading und Bristol nach Amerika zurück.
1804 stellte Peale das Mammut in verschiedenen amerikanischen Städten aus. Danach widmete er sich wieder der Malerei. 1805 waren er und sein Vater an der Einrichtung der Pennsylvania Academy of the Fine Arts beteiligt.
Peales Wunsch Paris und den Louvre zu sehen, wurde 1808 Wirklichkeit, als sein Vater ihn beauftragte, Porträts von bedeutenden Franzosen zu malen. Dieser erste Parisaufenthalt dauerte nur 3 Monate und war den alten Meistern und der Porträtmalerei gewidmet.
Während seines zweiten Parisaufenthalts von Oktober 1809 bis November 1810 entdeckte Peale für sich die Enkaustik. Beispielsweise sein Porträt von Alexander von Humboldt ist in dieser Technik gemalt. Weitere Themen dieser Reise waren Anatomiestudien und die Historienmalerei.
1826 gehörte Rembrandt Peale zu den Gründern der National Academy of Design und wurde im Jahr darauf zum Ehrenmitglied (Honorary NA) gewählt.
Zwei Jahre später, von 1828 bis 1830 – nach Aufenthalten in Baltimore, New York und Boston –, brach Peale zusammen mit seinem Sohn Michael Angelo nach Italien auf. Stationen waren Neapel, Rom, Florenz, Mailand, Genua, Parma, Bologna, Ferrara, Venedig und weitere Orte. Peale bewunderte die Neoklassische Kunst, in seiner Sicht die höchste Kunstform.
Die Rückreise erfolgte über Genf, Paris und London.
1831 wurden Peales Notes on Italy veröffentlicht. 1832/1833 hielt er sich erneut in England auf.

## Museum in Baltimore
1811 eröffnete Peale eine eigene eintrittsgeldpflichtige Galerie in Philadelphia, in der er neben Porträts auch mythologische, Historien- und Landschaftsgemälde ausstellte. 1812 ergänzte The Roman Daughter diese Galerie. Eine Plagiatsbeschuldigung belastete Peale so schwer, dass er sich entschloss Philadelphia den Rücken zu kehren und ein Museum in Baltimore zu eröffnen.
Das Museum eröffnete 1814. Neben dem Mammut und vielen ausgestopften Tieren gab es eine Gemäldegalerie. 1816 wurde das Museum mit Gasbeleuchtung ausgestattet, was der Besucherzahl zugutekam. Peale erhielt in der Baltimorer Zeit auch zahlreiche Porträtaufträge und malte einige seiner besten Werke. Trotz der amerikanischen Prüderie und wohl auch wegen der Konkurrenz eines anderen Museums wurden auch Akte ausgestellt. 1817 gründete Peale die Baltimore Gas Light Company deren Zweck die Stadtbeleuchtung war. 1822 übernahm Rubens Peale das Museum und Rembrandt Peale verließ die Stadt.

## Spätere Jahre
1836 starb Peales Frau. 1840 heiratete er wieder und engagierte sich an der Central High School von Philadelphia. Es entstand eine Publikation namens Graphics, die mehrere Auflagen erlebte und ständig ausgebaut wurde.
Peale hielt Vorträge über sein Washington-Porträt und fertigte Kopien davon an.
1860 erlitt er einen Herzinfarkt. Er starb umgeben von seinen Töchtern und seiner Frau.

## Werke
- John Witherspoon, 1794, Öl auf Leinwand, 88,9 × 76,2 cm, National Portrait Gallery, Smithsonian Institution, Washington, D. C.
Kopie eines Porträts von John Witherspoon (1723–1794) von Charles Willson Peale, gemalt im Auftrag der Witwe Witherspoons
- George Washington, 1795, Öl auf Leinwand, 38,7 × 28,9 cm, Historical Society of Pennsylvania, Philadelphia
Peale fertigte zahlreiche Kopien dieses Gemäldes an
- Thomas Jefferson, 1800, Öl auf Leinwand, 58,7 × 48,9 cm, The White House, Washington, D. C.
Das bis 1805 bekannteste und am meisten kopierte Porträt des dritten amerikanischen Präsidenten
- Rubens Peale with a Geranium, 1801, Öl auf Leinwand, 71,8 × 61 cm, National Gallery of Art, Washington, D. C.
Das Gemälde entstand während der Vorbereitungen der London-Reise von Rembrandt und Rubens Peale
- Joseph Banks 1803, Öl auf Leinwand, 71,1 × 58,4 cm, Library, The Academy of Natural Sciences of Philadelphia
Das Bild entstand während des Londonaufenthalts von Rembrandt Peale
- Gilbert Stuart, 1805, Öl auf Leinwand, 59,7 × 49,4 cm, The New York Historical Society, New York City
An diesem Gemälde haben sowohl Charles Willson Peale als auch Rembrandt Peale gearbeitet
- Napoleon Bonaparte, 1810, Öl auf Leinwand, 66 × 53,3 cm
Da ihm Napoleon nicht Modell stand, war Peale auf Beobachtungen während öffentlicher Auftritte Napoleons angewiesen
- Harper's Ferry, 1811, Aquarell, 25,4 × 33 cm, The Baltimore City Life Museums, Maryland
Auf der Basis des Aquarells entstand ein Ölgemälde
- The Roman Daughter, 1811, Öl auf Leinwand, 215,3 × 159,7 cm, National Museum of American Art, Smithsonian Institution, Washington, D. C.
Das Gemälde wurde von Peale annonciert als ein historisches Gemälde „as large as life“
- Court of Death, 1820, Öl auf Leinwand, 350,5 × 713,7 cm, The Detroit Institute of Arts, Michigan
Das Gemälde war Teil von Peales Anstrengungen, die Schulden aus seinem Museum abzuzahlen
- Patriae Pater (George Washington), 1824, Öl auf Leinwand, 176,5 × 133,4 cm, United States Senate Collection, Washington, D. C.
Vorbild für mindestens 75 Kopien in Öl und eine Anzahl Lithographien
- Washington before Yorktown, 1824, Öl auf Leinwand, 91,4 × 73,7 cm, Private Sammlung
Neben Washington sind Lafayette, Alexander Hamilton, Henry Knox und Count Rochambeau abgebildet
- Judith with the Head of Holofernes, 1830, Öl auf Leinwand, 140,5 × 112,1 cm, The Art Museum, Princeton University, Princeton, New Jersey
Das Gemälde ist eine Kopie des Bildes von Cristofano Allori
- Girl at the Window (Rosalba Peale; The Burgomaster's Daughter), 1846, Öl auf Leinwand, 76,2 × 63,5 cm, El Paso Museum of Art, Texas
Das Gemälde entstand nach einer Vorlage von Rembrandt van Rijn